# Athyreus unicornis
Athyreus unicornis är en skalbaggsart som beskrevs av Henry Fuller Howden och Martinez 1978. Athyreus unicornis ingår i släktet Athyreus och familjen Bolboceratidae. Inga underarter finns listade.